# Archidendron eberhardtii
Archidendron eberhardtii är en ärtväxtart som beskrevs av Ivan Christian Nielsen. Archidendron eberhardtii ingår i släktet Archidendron och familjen ärtväxter. Inga underarter finns listade i Catalogue of Life.